# Norwegische Seestreitkräfte
Die norwegischen Seestreitkräfte (norwegisch Sjøforsvaret) bestehen aus den Truppenteilen Marine und Küstenwache sowie den Schulen des Sjøforsvaret und den Stützpunkten des Sjøforsvaret.

## Aufgaben
Die Marine ist die operative Abteilung von Sjøforsvaret und hat die Aufgabe, militärisch die Verteidigung der norwegischen Meeresgebiete im Bedarfsfall zu sichern. Dies beinhaltet die Aufrechterhaltung der norwegischen Handlungsfreiheit gegen militärische und andere Bedrohungen und die Gewährleistung eines freien Zugangs zum Meere und den Häfen Norwegens.
In Friedenszeiten ist die Küstenwache die Exekutivbehörde des Staates auf See. Ihre Hauptaufgaben sind die Überwachung der Meeresgebiete, der Schutz der norwegischen Souveränität und die Ausübung der norwegischen Autorität in einigen definierten Gebieten wie der Fischereikontrolle.
Die Schulen des Sjøforsvaret bieten eine umfassende Seeschifffahrtsausbildung zusätzlich zur Rekruten- und Offiziersausbildung sowie Führungslehrgänge durch die Seekriegsschule (norwegisch Sjøkrigsskolen).